# Ausreißversuch
Der Begriff Ausreißversuch, auch Attacke, bezeichnet im Radrennsport den Versuch, sich vom Hauptfeld beziehungsweise von einer Gruppe von Radrennfahrern zu lösen, diese zu distanzieren und das Ziel mit einem Vorsprung zu erreichen.
Da im Radsport in der Ebene bis zu 30 % der aufzubringenden Leistung durch sogenanntes Windschattenfahren am Hinterrad anderer Fahrer eingespart werden kann, ist es nahezu unmöglich, etwa gleich starke andere Fahrer durch eine nur moderate Tempoverschärfung zu distanzieren. Dies ist lediglich bei langen, steilen Steigungen möglich.

## Berücksichtigung des Streckenprofils

### Ausreißversuche in der Ebene
Im ebenen beziehungsweise leicht welligen Gelände sollte ein Angriff immer dort erfolgen, wo besondere Schwierigkeiten der Strecke dies begünstigen: Gegenwind, insbesondere in der Form der gefürchteten Windkante, schlechter Straßenbelag, insbesondere Kopfsteinpflaster, enge Streckenführung in Ortsdurchfahrten, Kurven. Kurvige oder dicht besiedelte beziehungsweise bewaldete Passagen sind auch deswegen von Vorteil, weil die Ausreißer bereits nach wenigen Kilometern Alleinfahrt aus dem Blickfeld verschwinden und die Gegenstrategien der Verfolger damit erschwert sind.

### Ausreißversuche am Berg
Unter einem Berg wird in diesem Zusammenhang zunächst einmal vom kleinen Hügel bis zur Überquerung von Alpenpässen alles verstanden, da sich die Situation grundsätzlich von der Ebene dadurch unterscheidet, dass die beschriebene, überragende Rolle des Luftwiderstandes an Steigungen aufgrund der geringeren Fahrtgeschwindigkeiten nur noch wenig relevant ist. Damit kommen zwar die weniger explosiven und überraschend vorgetragenen Angriffsformen infrage, doch das taktische Spektrum reicht auch hier erheblich weiter: Der Angriff kann durch eine gleichmäßige Temposteigerung, durch Wechsel von hohem und weniger hohem Tempo („Zermürbungstaktik“), aber auch durch einen plötzlichen Antritt vorgetragen werden. Letzteres kann sogar auf steilen Rampen von Vorteil sein, wie es Lance Armstrong bei der Tour de France mehrmals bewiesen hat.
Der Antritt kann an einer schwierigen Stelle erfolgen oder am Ende der Steigung. Tritt ein Fahrer am Ende eines Berges an, sollte er über eine besonders gute Streckenkenntnis verfügen, damit er die Führung auch verteidigen kann. Besonders gut geeignet sind beispielsweise die kurzen Anstiege der flämischen Klassiker, denen windoffene, verwinkelte Streckenabschnitte folgen, auf denen die Verfolger den Blickkontakt verlieren und an einer organisierten Verfolgungsarbeit gehindert sind. Gut zu beobachten ist diese Taktik bei der Flandern-Rundfahrt, wo insbesondere zwei Steigungen von vielen späteren Siegern genutzt wurden, um den entscheidenden Angriff zu setzen: Die Muur, die Mauer von Geraardsbergen, ein extrem steiles Kopfsteinpflasterstück am Ortsausgang, und die letzte Steigung des Rennens, der lediglich 1,1 km lange und moderat ansteigende Bosberg.
Eine Variante des Angriffs an Steigungen kann auch zur Anwendung kommen, wenn es sich um steile, aber kurze Anstiege von nicht mehr als einigen hundert Metern handelt. Dabei nutzt der Angreifer die hohe Geschwindigkeit, mit der das Feld in die Steigung hinein fährt, um dann in dem Moment anzutreten, in dem die Fahrer nach und nach kleinere Übersetzungen einlegen. Der Angreifer hingegen „lässt den Gang stehen“, d. h., er schaltet nicht oder schaltet gar in eine höhere Übersetzung und überwindet den „Berg“ mit der maximal möglichen Geschwindigkeit. Wird das Gelände wieder flacher, kann er ohne Gang- und Rhythmuswechsel beschleunigen und so zunächst das „Loch reißen“.

## Taktische Gesichtspunkte und Spielarten des Angriffs
Es kommt nicht nur auf den Zeitpunkt (möglichst überraschend oder/und an schwierigen Stellen), sondern auch auf die Vorbereitung des Angriffs an. Im Profisport obliegt es den Helfern der „Kapitäne“, Angriffe durch ein dauerhaft hohes Tempo vorzubereiten. Bei Bergetappen großer Rundfahrten werden die in noch relativ moderaten Steigungsprozenten liegenden Anfahrten zu den großen Bergen damit oft zu einem regelrechten „Ausscheidungsrennen“, bei dem es darauf ankommt, dass ein Kapitän möglichst noch einen oder zwei gute Helfer bis zu den entscheidenden Passfahrten bei sich behält. Auf den letzten entscheidenden Kilometern kann der Angreifer sich dann zunächst noch etwas am Hinterrad seiner Helfer schonen, während der von seinen Kameraden isolierte Gegner zur Passivität verdammt ist. Am Ende reicht dann oft eine geringe Tempoverschärfung, um den Gegner endgültig abzuschütteln.
Bezüglich taktischer Maßnahmen können hauptsächlich folgende Varianten unterschieden werden:
- Explosiver Überraschungsangriff
- „Wegschleichen“: Bei dieser Variante wird scheinbar nicht angegriffen und insbesondere im unübersichtlichen Gelände die Unschlüssigkeit der Gegner zu einer allmählichen Distanzierung genutzt.
- Scheinangriff: Dient der Zermürbung der Gegner zur Vorbereitung des finalen Angriffes.
- Teamkameraden-Angriff: Dieser zwischen den Teammitgliedern wechselnde Angriff eignet sich vor allem dann, wenn beide Fahrer in etwa gleich gut sind beziehungsweise bei einem Etappenrennen gleich gut im Gesamtklassement liegen, so dass die Gegner auf beide Fahrer reagieren müssen.

Zu erwähnen ist auch noch der Angriff auf den letzten 1000 Metern vor dem Ziel. Hier nutzt der Angreifer entweder die Unschlüssigkeit der Gegner oder er versucht, schneller zu sein als die Sprintzüge. Da diese den Ausreißer gerne an der „langen Leine“ halten (das Feld ist so besser kontrollierbar), kommt es ab und zu dazu, dass sie sich dabei verkalkulieren und der Angreifer einen knappen, aber entscheidenden Sekundenvorsprung ins Ziel retten kann.